# ريتشارد دان (ممثل)
ريتشارد دان (بالإنجليزية: Richard Dunn)‏ هو ممثل أمريكي، ولد في 29 سبتمبر 1936 في الولايات المتحدة، وتوفي في 4 يونيو 2010 بهوليوود في الولايات المتحدة بسبب سكتة.

## وصلات خارجية
- ريتشارد دان على موقع IMDb (الإنجليزية)
- ريتشارد دان على موقع قاعدة بيانات الفيلم (الإنجليزية)